# 八日市場市
八日市場市（日语：／ Yōkaichiba shi */?）是千葉縣東北部的一個已不存在的市。2006年1月23日，與隣接的匝瑳郡野榮町合併為匝瑳市。